# Matthew Henson
Matthew Alexander Henson (8. srpna 1866 Nanjemoy – 9. března 1955 New York) byl americký cestovatel.
Narodil se v rodině svobodných černošských rolníků v Marylandu. V dětství ztratil oba rodiče, musel odejít ze školy a od dvanácti let se živil jako plavčík, přitom poznal Severní Afriku a Černé moře. Pak pracoval v obchodě s konfekcí ve Washingtonu, kde se seznámil s Robertem Pearym. Ten ho přijal do svých služeb, Henson s ním odjel vyměřovat Nikaragujský průplav a pak se účastnil Pearyho arktických výzkumů. Strávil na cestách více než dvacet let a stal se nepostradatelným asistentem Pearyho pro svoji znalost domorodého jazyka a zvládnutí různých technik přežití v severské přírodě.
Při osmé expedici dosáhli Peary, Henson a čtyři Eskymáci 6. dubna 1909 údajně jako první v historii severního pólu. Henson později tvrdil, že on sám byl tím člověkem, který stanul na pólu jako první, současná věda však zpochybňuje celé prvenství Pearyho výpravy.
Po návratu Henson uspořádal několik přednášek o svých cestách a vydal knihu A Negro Explorer at the North Pole. Pro svůj původ zůstal ve stínu Pearyho, teprve v roce 1937 byl přijat do The Explorers Clubu a v roce 1944 převzal Peary Polar Expedition Medal. Pracoval na celním úřadě a zemřel roku 1955 v Bronxu; v roce 1988 byly jeho ostatky přeneseny na Arlingtonský národní hřbitov.
Je po něm pojmenován Hensonův ledovec v Grónsku a Matthew Henson State Park v Marylandu. V historickém filmu Čest a sláva (1998) hrál Hensona Delroy Lindo.
Jeho vzdálenou příbuznou je herečka Taraji P. Henson.